# Islândia nos Jogos Olímpicos de Verão de 1912
A Islândia competiu nos Jogos Olímpicos pela primeira vez nos Jogos Olímpicos de Verão de 1912, em Estocolmo, Suécia.  Historiadores olímpicos mantêm os resultados do país separados dos da Dinamarca, apesar de a Islândia ser uma colônia naquela época. 

## Atletismo
Atletismo nos Jogos Olímpicos de Verão de 1912
Um único atleta representou a Islândia na estreia do país no Atletismo nas Olimpíadas. Halldórsson correu nos 100 metros, terminando em quarto lugar na sua primeira eliminatória, não avançando às semifinais.
As posições são dadas para cada eliminatória.
| Atleta          | Eventos              | Eliminatórias | Eliminatórias | Semifinal   | Semifinal   | Final       | Final       |
| Atleta          | Eventos              | Resultado     | Posição       | Resultado   | Posição     | Resultado   | Posição     |
| --------------- | -------------------- | ------------- | ------------- | ----------- | ----------- | ----------- | ----------- |
| Jón Halldórsson | 100 metros masculino | 12.4 s        | 4             | Não avançou | Não avançou | Não avançou | Não avançou |

## Lutas
Lutas nos Jogos Olímpicos de Verão de 1912

### Greco-Romana
A estreia da Islândia nas Olimpíadas também incluiu um lutador. Pétursson avançou à quinta fase da competição na categoria meio-pesado, com um desempenho de 3-2 (fazendo da Islândia um dos poucos países a terem mais vitórias que derrotas nas Lutas). Ele conseguiu esse feito apesar de enfrentar quatro lutadores do time dominante da Finlândia. Pétursson continua como o único lutador a representar a Islândia nos Jogos Olímpicos.
| Atleta             | Classe                        | Primeira fase        | Segunda fase         | Terceira fase        | Quarta fase          | Quinta fase          | Sexta fase           | Sétima fase          | Final                          | Final                          | Final                          | Final   |
| Atleta             | Classe                        | Adversário Resultado | Adversário Resultado | Adversário Resultado | Adversário Resultado | Adversário Resultado | Adversário Resultado | Adversário Resultado | Partida A Adversário Resultado | Partida B Adversário Resultado | Partida C Adversário Resultado | Posição |
| ------------------ | ----------------------------- | -------------------- | -------------------- | -------------------- | -------------------- | -------------------- | -------------------- | -------------------- | ------------------------------ | ------------------------------ | ------------------------------ | ------- |
| Sigurjón Pétursson | Greco-romana Peso meio-pesado | FIN Lind W           | FIN Salila W         | FIN Wiklund L        | FIN Rajala W         | HUN Varga L          | Não avançou          | N/A                  | Não avançou                    | Não avançou                    | Não avançou                    | 6       |